# Okene
Okene – miasto w środkowej Nigerii w stanie Kogi. Liczy ok. 117 tys. mieszkańców.
Okene jest miejscem handlu pochrzynami, kukurydzą, maniokiem, sorgiem, fasolą, orzeszkami ziemnymi, olejem palmowym i bawełną.
W mieście urodził się gracz Canadian Hockey League i National Hockey League Akim Aliu.